# Espectro ensanchado por secuencia directa
El espectro ensanchado por secuencia directa (< inglés direct sequence spread spectrum o DSSS), también conocido en comunicaciones móviles como DS-CDMA (acceso múltiple por división de código en secuencia directa), es uno de los métodos de codificación de canal (previa a la modulación) en espectro ensanchado para transmisión de señales digitales sobre ondas radiofónicas que más se utilizan. Tanto DSSS como FHSS están definidos por el IEEE en el estándar 802.11 para redes de área local inalámbricas WLAN. Este esquema de transmisión se emplea, con alguna variación, en sistemas CDMA asíncronos (como por ejemplo UMTS).
La traducción del inglés spread spectrum se hace con distintos adjetivos según las fuentes; pueden emplearse indistintamente espectro ensanchado, expandido, difuso o disperso para referirse en todos los casos al mismo concepto.
El espectro ensanchado por secuencia directa es una técnica de codificación que utiliza un código de pseudorruido para "modular" digitalmente una portadora, de tal forma que aumente el ancho de banda de la transmisión y reduzca la densidad de potencia espectral (es decir, el nivel de potencia en cualquier frecuencia dada). La señal resultante tiene un espectro muy parecido al del ruido, de tal forma que a todos los radiorreceptores les parecerá ruido menos al que va dirigida la señal.
Debido a la semejanza de este mecanismo de codificación con la modulación ordinaria (una "modulación digital", análoga a la que se realiza sobre una onda sinusoidal), en ocasiones se utiliza el término modulación como sinónimo de codificación, de manera impropia si nos atenemos al verdadero concepto de modulación en telecomunicación.

## DSSS y FHSS
Son dos tipos de tecnologías de espectro ensanchado que emplean las radiofrecuencias

### DSSS (Espectro Ensanchado por Secuencia Directa )
En esta técnica se genera un patrón de bits redundante para cada uno de los bits que componen la señal. Cuanto mayor sea este patrón de bits, mayor será la resistencia de la señal a las interferencias. El estándar IEEE 802.11 recomienda un tamaño de 11 bits, pero el óptimo es de 100. En recepción es necesario realizar el proceso inverso para obtener la información original. 
La secuencia de bits utilizada para modular los bits se conoce como secuencia de Barker (también llamado código de dispersión o pseudorruido). Es una secuencia rápida diseñada para que aparezca aproximadamente la misma cantidad de 1 que de 0. Un ejemplo de esta secuencia es el siguiente.
+1-1+1+1-1+1+1+1-1-1-1-1
Solo los receptores a los que el emisor haya enviado previamente la secuencia podrán recomponer la señal original. Además, al sustituir cada bit de datos a transmitir, por una secuencia de 11 bits equivalente, aunque parte de la señal de transmisión se vea afectada por interferencias, el receptor aún puede reconstruir fácilmente la información a partir de la señal recibida. 
Esta secuencia proporciona 10.4dB de aumento del proceso, el cual reúne los requisitos mínimos para las reglas fijadas por la FCC. 
Una vez aplicada secuencia de Barker, el estándar IEEE 802.11 ha definido dos tipos de modulación para la técnica de espectro ensanchado por secuencia directa (DSSS), la modulación DBPSK (Differential Binary Phase Shift Keying) y la modulación DQPSK (Differential Quadrature Phase Shift Keying), que proporcionan una velocidad de transferencia de 1 y 2 Mbps respectivamente. 
Recientemente el IEEE ha revisado este estándar, y en esta revisión, conocida como 802.11b, además de otras mejoras en seguridad, aumenta esta velocidad hasta los 11Mbps, lo que incrementa notablemente el rendimiento de este tipo de redes. 
Las frecuencias vienen comprendidas entre 2.412 y 2.484GHz. Estas son divididas en canales (puede variar según legislación de cada país).
Canal 01: 2.412 GHz Canal 02: 2.417 GHz Canal 03: 2.422 GHz Canal 04: 2.427 GHz Canal 05: 2.432 GHz Canal 06: 2.437 GHz Canal 07: 2.442 GHz Canal 08: 2.447 GHz Canal 09: 2.452 GHz Canal 10: 2.457 GHz Canal 11: 2.462 GHz Canal 12: 2.467 GHz Canal 13: 2.472 GHz Canal 14: 2.484 GHz
Para cada canal es necesario un ancho de banda de unos 22 MHz para poder transmitir la información, por lo que se produce un inevitable solapamiento de los canales próximos Si tenemos que poner algunos puntos de acceso cercanos inevitablemente, deberíamos separarlos lo suficiente siendo recomendable usar canales que no se solapen. 2, 7 y 12 otra posibilidad sería 3, 8 y 13 otra 4, 9 y 14 por último 1, 8 y 14. 
La técnica de DSSS podría compararse con una multiplexación en frecuencia

### FHSS (Espectro ensanchado por salto de frecuencia)Frequency Hopping Spread Spectrum
La tecnología de espectro ensanchado por salto en frecuencia (FHSS) consiste en transmitir una parte de la información en una determinada frecuencia durante un intervalo de tiempo llamada dwell time e inferior a 400 ms. Pasado este tiempo se cambia la frecuencia de emisión y se sigue transmitiendo a otra frecuencia. De esta manera cada tramo de información se va transmitiendo en una frecuencia distinta durante un intervalo muy corto de tiempo. 
El orden en los saltos en frecuencia se determina según una secuencia pseudoaleatoria almacenada en unas tablas, y que tanto el emisor y el receptor deben conocer. 
Si se mantiene la sincronización en los saltos de frecuencias se consigue que, aunque en el tiempo se cambie de canal físico, a nivel lógico se mantiene un solo canal por el que se realiza la comunicación. 
Esta técnica también utiliza la zona de los 2.4GHz, la cual organiza en 79 canales con un ancho de banda de 1MHz cada uno. El número de saltos por segundo es regulado por cada país, así, por ejemplo, Estados Unidos fija una tasa mínima de saltos de 2.5 por segundo. 
El estándar IEEE 802.11 define la modulación aplicable en este caso. Se utiliza la modulación en frecuencia FSK (Frequency Shift Keying), con una velocidad de 1Mbps ampliable a 2Mbps. 
En la revisión del estándar, la 802.11b, esta velocidad también ha aumentado a 11Mbps. 
La técnica FHSS sería equivalente a una multiplexación en frecuencia